# NGC 3886
NGC 3886 је елиптична галаксија у сазвежђу Лав која се налази на NGC листи објеката дубоког неба.
Деклинација објекта је + 19° 50' 14" а ректасцензија 11h 47m 5,5s. Привидна величина (магнитуда) објекта NGC 3886 износи 13,2 а фотографска магнитуда 14,2. NGC 3886 је још познат и под ознакама UGC 6760, MCG 3-30-111, CGCG 97-147, PGC 36756.